# Старий Донузлав
Старий Донузлав (рос. Старый Донузлав, крим. Eski Doñuzlav, Эски Донъузлав) — балка (сухоріччя) в Україні на сході Чорноморського району Криму, (басейн Чорного моря).

## Опис
Довжина балки 45 км, площа басейну водозбору 326 км², найкоротша відстань між витоком і гирлом — 20,79 км, коефіцієнт звивистості річки — 2,14. Формується багатьма балками, головні з яких Кузнецька, Плавна та Каймачинська.

## Розташування
Бере початок між селами Внукове (до 1944 року — Яшпек; крим. Yaşpek)  та Дозорне (до 1944 року — Аккоджа; крим. Aqqoca)  балкою Глібовською. Спочатку тече переважно на північний схід через село Хмельове (до 1944 року — Садир-Багай, крим. Sadır Bağay) , де з'єднавшись з балкою Артемівською (початок в селі Артемівка (до 1944 року — Тока; крим. Toqa)  створює Старий Донузлав. Біля села Ульяновка балка різко повертає і тече на південний захід і на південній околиці села Красноярське (до 1944 року — Донузлав, крим. Doñuzlav)  впадає у озеро Донузлав.

## Цікаві факти
- Біля початку балки у селі Внукове пролягає автошлях Т 0108 автомобільний шлях територіального значення в Автономній Республіці Крим, Чорноморське — Євпаторія)[2].
- Донузлав вважається найбільшим озером Криму і займає територію в 47 квадратних кілометрів[4].